# Тиранозаври
Тиранозаврите (Tyrannosaurus) са род влечуги от разред Гущеротазови, семейство Tyrannosauridae. Най-известният представител на рода е тиранозавър рекс. Открити са около 15 скелета на животното, които са запазени в различно състояние. Този динозавър бил считан за най-едрия, докато не открили гиганотозавъра и кархародонтозавъра.
Други членове на това семейство са: албетозавър, алиорам, алектозавър, дасплетозавър, еотиран, горгозавър, тарбозавър, ланценсов тиранов динозавър и императорски драконов динозавър.
В щата Монтана в САЩ били открити кости на тиранозавър рекс и изпилването им довело до разкриване на връзките на праисторическите същества със съвременните.
Изследвания, направени в началото на 2008 г., включващи вземане на ДНК от остатъците кръвоносни съдове доказали, че динозаврите имат пряка връзка с птиците.

## Разпространение и местообитание
Тиранозавърът е живял през креда до самия край на ерата на динозаврите и е бил най-едрият хищник от този период.

## Физически характеристики
Тиранозавърът бил висок 6 – 7 m, дълъг 13 m, тежал около 7 – 9 тона, и можел да върти на всички страни главата си. Вратовете им били къси и мускулести. Телата им били солидно устроени, но костите им били кухи.
Черепът на тиранозавъра е достигал до 1,5 m дължина, а очните ябълки – диаметър над 7,5 cm. По целия череп имало големи дупки, които правили главата му достатъчно лека за да може животното да стои изправено. Челюстите на тиранозавъра били дълги до 1,2 m, с подобни на трион 50 до 60 гъсто наредени и много добре заострени зъби, които можели да пренасят до 50 kg месо общо 3 тона. Големината на зъбите била различна – от много малки до 30 cm дълги, тъй като ако някой зъб се счупел на негово място пораствал друг. Открит е тиранозавър с дължина на някои от зъбите 33 cm.
Предните му крайници, всеки с по два пръста, били много дребни и дори не могли да стигат главата на животното.
Тиранозавърът се придвижвал чрез двата си задни крайника, които били много добре развити – силни и мускулести. Въпреки че стъпалата му, били дълги около 1 m, той стъпвал само на трите пръста на краката си, поради което отпечатъка който оставял при ходене, стигал едва 46 cm. Правили са огромни крачки дълги над 4,5 m. Можели са да тичат със скорост 40 km/h, но за кратко.
Т-рекс имали твърда и заострена опашка, която им осигурявала равновесие и им позволявала бързо да маневрират докато тичат.
Силата на челюстите им на един зъб е била от 3,5 до 5,7 тона.

## Размножаване
Открити са доказателства, че тиранозаврите охранявали гнездата си и са се грижели за малките си около 2 месеца.
Открито е, че често тиранозаврите са живеели и на групи подобно на лъвовете.